# 樓守愚
樓守愚（?—?），浙江省紹興府諸暨縣人，清朝政治人物、進士出身。
光緒二十年（1894年），参加光緒甲午科殿試，登進士二甲76名。同年五月，以主事分部学习。